# Lijst van nummer 1-hits in de Vlaamse Ultratop 50 in 1995
De volgende hits stonden in 1995 op nummer 1 in de Vlaamse Ultratop 50.
| Nummer | Datum        | Artiest               | Titel                                                  |
| ------ | ------------ | --------------------- | ------------------------------------------------------ |
| 1      | 1 april      | Kamiel Spiessens      | Het isj nie moeilijk, het isj gemakkelijk!             |
| 2      | 8 april      | Gompie                | Alice, Who the X Is Alice? (Living Next Door to Alice) |
|        | 15 april     | Gompie                | Alice, Who the X Is Alice? (Living Next Door to Alice) |
|        | 22 april     | Gompie                | Alice, Who the X Is Alice? (Living Next Door to Alice) |
|        | 29 april     | Gompie                | Alice, Who the X Is Alice? (Living Next Door to Alice) |
| 3      | 6 mei        | Céline Dion           | Think Twice                                            |
|        | 13 mei       | Céline Dion           | Think Twice                                            |
| 4      | 20 mei       | Scatman John          | Scatman (Ski-Ba-Bop-Ba-Dop-Bop)                        |
|        | 27 mei       | Scatman John          | Scatman (Ski-Ba-Bop-Ba-Dop-Bop)                        |
| 3      | 3 juni       | Céline Dion           | Think Twice                                            |
|        | 10 juni      | Céline Dion           | Think Twice                                            |
|        | 17 juni      | Céline Dion           | Think Twice                                            |
| 5      | 24 juni      | Vangelis              | Conquest of Paradise                                   |
|        | 1 juli       | Vangelis              | Conquest of Paradise                                   |
|        | 8 juli       | Vangelis              | Conquest of Paradise                                   |
|        | 15 juli      | Vangelis              | Conquest of Paradise                                   |
|        | 22 juli      | Vangelis              | Conquest of Paradise                                   |
|        | 29 juli      | Vangelis              | Conquest of Paradise                                   |
|        | 5 augustus   | Vangelis              | Conquest of Paradise                                   |
|        | 12 augustus  | Vangelis              | Conquest of Paradise                                   |
| 6      | 19 augustus  | Scatman John          | Scatman's World                                        |
|        | 26 augustus  | Scatman John          | Scatman's World                                        |
|        | 2 september  | Scatman John          | Scatman's World                                        |
|        | 9 september  | Scatman John          | Scatman's World                                        |
|        | 16 september | Scatman John          | Scatman's World                                        |
|        | 23 september | Scatman John          | Scatman's World                                        |
| 7      | 30 september | Technohead            | I Wanna Be a Hippy                                     |
| 8      | 7 oktober    | Guus Meeuwis & Vagant | Het is een nacht... (Levensecht)                       |
|        | 14 oktober   | Guus Meeuwis & Vagant | Het is een nacht... (Levensecht)                       |
|        | 21 oktober   | Guus Meeuwis & Vagant | Het is een nacht... (Levensecht)                       |
|        | 28 oktober   | Guus Meeuwis & Vagant | Het is een nacht... (Levensecht)                       |
|        | 4 november   | Guus Meeuwis & Vagant | Het is een nacht... (Levensecht)                       |
|        | 11 november  | Guus Meeuwis & Vagant | Het is een nacht... (Levensecht)                       |
|        | 18 november  | Guus Meeuwis & Vagant | Het is een nacht... (Levensecht)                       |
|        | 25 november  | Guus Meeuwis & Vagant | Het is een nacht... (Levensecht)                       |
| 9      | 2 december   | Coolio & L.V.         | Gangsta's Paradise                                     |
| 10     | 9 december   | Jimmy B.              | Ik ben een vent!                                       |
| 9      | 16 december  | Coolio & L.V.         | Gangsta's Paradise                                     |
|        | 23 december  | Coolio & L.V.         | Gangsta's Paradise                                     |
|        | 30 december  | Coolio & L.V.         | Gangsta's Paradise                                     |